# Conus dayriti
Espèce
Conus dayriti est une espèce de mollusques gastéropodes marins de la famille des Conidae.
Comme toutes les espèces du genre Conus, ces escargots sont prédateurs et venimeux. Ils sont capables de « piquer » les humains et doivent donc être manipulés avec précaution, voire pas du tout.

## Description
La taille de la coquille varie entre 13 mm et 36 mm.

## Distribution
Cette espèce marine est présente au large des Philippines et de la Nouvelle-Calédonie.

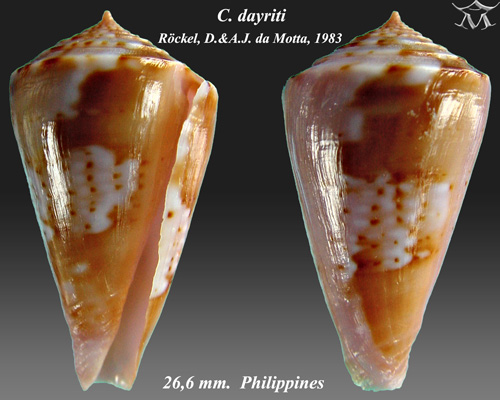
Conus dayriti Röckel, D. & A.J. da Motta, 1983

.

### Niveau de risque d’extinction de l’espèce
Selon l'analyse de l'UICN réalisée en 2011 pour la définition du niveau de risque d'extinction, cette espèce est commune dans toute son aire de répartition aux Philippines et en Nouvelle-Calédonie. Il n'y a pas de menaces majeures connues, cette espèce est donc classée dans la catégorie préoccupation mineure.

## Taxonomie

### Publication originale
L'espèce Conus dayriti a été décrite pour la première fois en 1983 par les malacologistes Dieter Röckel (d) et António José da Motta (d) dans « Bulletin of the Institute of Malacology Tokyo »,.

### Synonymes
- Boucheticonus dayriti (Röckel & da Motta, 1983) · non accepté
- Conus (Splinoconus) dayriti Röckel & da Motta, 1983 · appellation alternative
- Kioconus dayriti (Röckel & da Motta, 1983) · non accepté